# Spellfire
Spellfire: Master the Magic és un joc de cartes col·leccionable (CCG) descatalogat creat per TSR, Inc. i basat en el seu popular joc de rol Dungeons & Dragons. El joc va aparèixer el mes d'abril de 1994, poc després de la introducció de Magic: The Gathering, arran de l'èxit dels jocs de cartes col·leccionables. Va ser el segon CCG que es va comercialitzar, precedint per dos mesos el joc Jyhad, el segon CCG de Wizards of the Coast.

## Història
Després del llançament reeixit del joc de cartes Magic: The Gathering el 1993 per Wizards of the Coast's, TSR va entrar al mercat incipient de CCG amb la seva visió d'un joc de cartes de temàtica fantàstica el juny de 1994. Spellfire va ser dissenyat per Steve Winter, Jim Ward, Dave Cook i Tim Brown.
Spellfire utilitzava personatges, ubicacions, objectes màgics, artefactes, monstres, esdeveniments i encanteris que eren propietat intel·lectual dels mons de joc Dungeons & Dragons de TSR. No obstant això, va rebre crítiques immediatament després de l'estrena. Una preocupació va ser l'ús per part de TSR d'ilustracions a les cartes de Spellfire que ja s'havien utilitzat en productes de TSR com AD&D i la revista Dragon. Una altra font de debat va ser l'ús per part de Spellfire de mecàniques de joc completament diferents.